# West (okręg administracyjny Frankfurtu nad Menem)
West, Frankfurt-West – 6. okręg administracyjny (Ortsbezirk) we Frankfurcie nad Menem, w kraju związkowym Hesja, w Niemczech. Liczy 120 606 mieszkańców (31 grudnia 2013) i ma powierzchnię 51,66 km². 

## Dzielnice
W skład okręgu wchodzi osiem dzielnic (Stadtteil): 
1. Griesheim
2. Höchst
3. Nied
4. Schwanheim
5. Sindlingen
6. Sossenheim
7. Unterliederbach
8. Zeilsheim